# Roger Fressoz
Pour les articles homonymes, voir Fressoz.
Roger Fressoz, alias André Ribaud, né le 30 octobre 1921 à La Compôte en Savoie et mort le 26 mars 1999 à Clichy, est un journaliste français, directeur du Canard enchaîné de 1970 à 1992.

## Biographie
Roger Fressoz, savoyard, fait ses études secondaires au collège La Villette Savoie et au lycée Malherbe de Caen. 
Il prépare  le concours de l'École normale supérieure en khâgne au lycée Henri-IV, puis obtient une licence de lettres à la faculté des lettres de Paris.
Il est le père de Catherine Fressoz, Françoise Fressoz, journaliste politique et éditorialiste au journal Le Monde, Gilles Fressoz et du journaliste Marc Fressoz.

### Carrière de journaliste
Il fait ses débuts de journaliste en 1944 comme critique de cinéma à Cordées, puis il devient en 1947 journaliste parlementaire accrédité à l’Assemblée nationale au bureau parisien de L'Union de Reims, où il reste jusqu'en 1967. 
En 1947, il fait partie de l'équipe de journalistes du tout nouveau magazine Radio-Loisirs, qui deviendra plus tard Télérama.
À L'Union, comme à L'Indépendant de Perpignan, ou à Franc-Tireur, il est spécialisé dans l'écho politique et la rubrique parlementaire.

#### Le Canard enchaîné
Roger Fressoz effectue des piges de journaliste au Canard enchaîné dès 1952. Il en devient le rédacteur en chef adjoint en 1964, le rédacteur en chef en 1967 et en est nommé directeur, après la mort de Robert Tréno le 31 décembre 1969, poste qu’il occupe jusqu’à sa retraite en 1992. Il signe une chronique hebdomadaire sous le pseudonyme d'André Ribaud. Il est ensuite remplacé à la direction par Michel Gaillard.
Sous la direction de Roger Fressoz, le Canard enchaîné s'oriente vers un journalisme d'enquête ou d'investigation. Il dénonce diverses affaires politico-financières, notamment l’affaire Robert Boulin ou encore celle des diamants de Valéry Giscard d'Estaing ou encore la publication, en mai 1992, des avis d'imposition de Jacques Calvet, PDG de Peugeot. Le journal est également victime de l'affaire dite des « Écoutes du Canard ». Sous la direction de Roger Fressoz, le Canard enchaîné augmente sa pagination de six à huit pages, et passe d'une diffusion de 422 000 exemplaires en 1970 à 493 000 en 1992.

### Activités éditoriales
Il est le rédacteur, à partir du 21 septembre 1960, et jusqu'en juin 1969, d'un pastiche des mémorialistes des XVIIe et XVIIIe siècles, intitulé La Cour. Il écrit, dans le style du cardinal de Retz et surtout de Saint-Simon, des articles où se trouvent dénoncés la militarisation du régime, l'exercice solitaire du pouvoir, la restriction des libertés publiques, le contrôle de l'information. Illustrée par Roland Moisan, qui dessinait des décors versaillais et des courtisans à perruque, cette rubrique devint, après la démission du général de Gaulle, La Régence.

## Publications
- André Ribaud :
  - La Cour (chronique du royaume), dessins de Moisan, Paris, Julliard, 1961 [recueil des chroniques parues en 1960-1961 dans Le Canard enchaîné et retraçant, à la manière de Saint-Simon, les premières années de la présidence du général de Gaulle
  - Le Roi (chronique du royaume), dessins de Moisan, Paris, Julliard, 1962 [recueil des chroniques parues en 1961-1962]
  - Le Règne (chronique de la Cour), dessins de Moisan, Paris, Julliard, 1967 [extraits des chroniques parues entre 1962 et 1966]

## Distinctions
- 1962 : prix de la Chronique parisienne, pour sa chronique La Cour[2]